# Kunstpalast Georgiens – Kulturhistorisches Museum
Der Kunstpalast Georgiens – Kulturhistorisches Museum (georgisch საქართველოს ხელოვნების სასახლე – კულტურის ისტორიის მუზეუმი, englisch Art Palace of Georgia – Museum of Cultural History) ist ein Museum in der georgischen Hauptstadt Tiflis. Ursprünglich wurde es Oldenburg’s Palace genannt.

## Geschichte
Die Geschichte des Gebäudes reicht bis in das Jahr 1882 zurück. Zu diesem Zeitpunkt traf der Prinz Konstantin von Oldenburg (1850–1906), ein Vertreter der russischen Nebenlinie des Hauses Oldenburg und der Sohn von Peter von Oldenburg, eine schöne Frau namens Agrippina in Kutaissi, die zu der Zeit jedoch mit einem georgischen Edelmann aus dem Hause Damiani verheiratet war. Konstantin Petrowitsch gestand der schönen Dame seine Liebe und beide beschlossen die Stadt Kutaissi heimlich zu verlassen, um sich in Tiflis anzusiedeln. In Tiflis beauftragte Prinz Oldenburg nun den Bau eines Palastes als Zeichen seiner großen Liebe. Das Gebäude wurde von dem zu der Zeit bekannten Architekten Paul Stern entworfen, der dabei Elemente der gotischen und islamischen Architektur verwendete. 1927 wurde der Palast von dem georgischen Theatergründer David Arsenishvili zu einem Theatermuseum umgestaltet, das das erste Museum seiner Art in der Region Kaukasus wurde.
Bis 2020 trug das Haus die Bezeichnung „Georgisches Nationalmuseum für Theater, Musik, Kino und Choreographie“ („საქართველოს თეატრის, მუსიკის, კინოსა და ქორეოგრაფიის სახელმწიფო მუზეუმი“). Die Umbenennung zum heutigen Namen „Kunstpalast Georgiens – Kulturhistorisches Museum“ erfolgte per Beschluss der georgischen Regierung vom 8. April 2020.

## Exponate
Das Museum enthält mehr als 300.000 Objekte, die umfassende Informationen zur Entwicklung der georgischen Kultur in den Bereichen Theater, Kino, Zirkus, Folklore, Oper und Ballett bieten sowie Einblicke in das Leben bedeutender Persönlichkeiten in den jeweiligen Disziplinen geben. Eine Abteilung zeigt Exponate der klassischen Ära und enthält antike Masken, die von Archäologen in der Stadt Wani ausgegraben wurden. Die Archivabteilung verwahrt auch Manuskripte von international bedeutenden Komponisten und Sängern wie Pjotr Iljitsch Tschaikowski, Nikolai Andrejewitsch Rimski-Korsakow oder Fjodor Iwanowitsch Schaljapin. Dazu werden Manuskripte einheimischer Komponisten und Künstler aufbewahrt, dazu zählen Dimitri Arakishvili, Zakaria Paliashvili, Vano Sarajishvili, Ilia Chavchavadze, Akaki Tsereteli, Alexander Kazbegi, Aleksandre Akhmeteli und Kote Marjanishvili. Übersetzungen der Dramen von William Shakespeare sind ebenfalls vorhanden.
Autographen von Filmregisseuren und Drehbuchautoren sowie Bücher von seltenen Ausgaben des 17. bis 19. Jahrhunderts befinden sich ebenfalls im Archiv. Grammophon-Aufzeichnungen, Poster, Fotos, Negative sowie Theater- und Filmkostüme sind außerdem erhalten. Das Museum verfügt über eine umfangreiche Sammlung an Gemälden und Grafiken sowie eine reiche Kollektion an persischen Miniaturen aus dem 16. und 17. Jahrhundert sowie französische Gravuren aus dem 18. Jahrhundert und typische Beispiele für den alten Stil der Tiflis-Malerei. Erlesene Gemälde der meist georgischen Künstler sowie antike Einrichtungsgegenstände sind in besonderen Sälen ausgestellt. Nachfolgende Bilder zeigen einige dieser Säle sowie Einzelexponate.

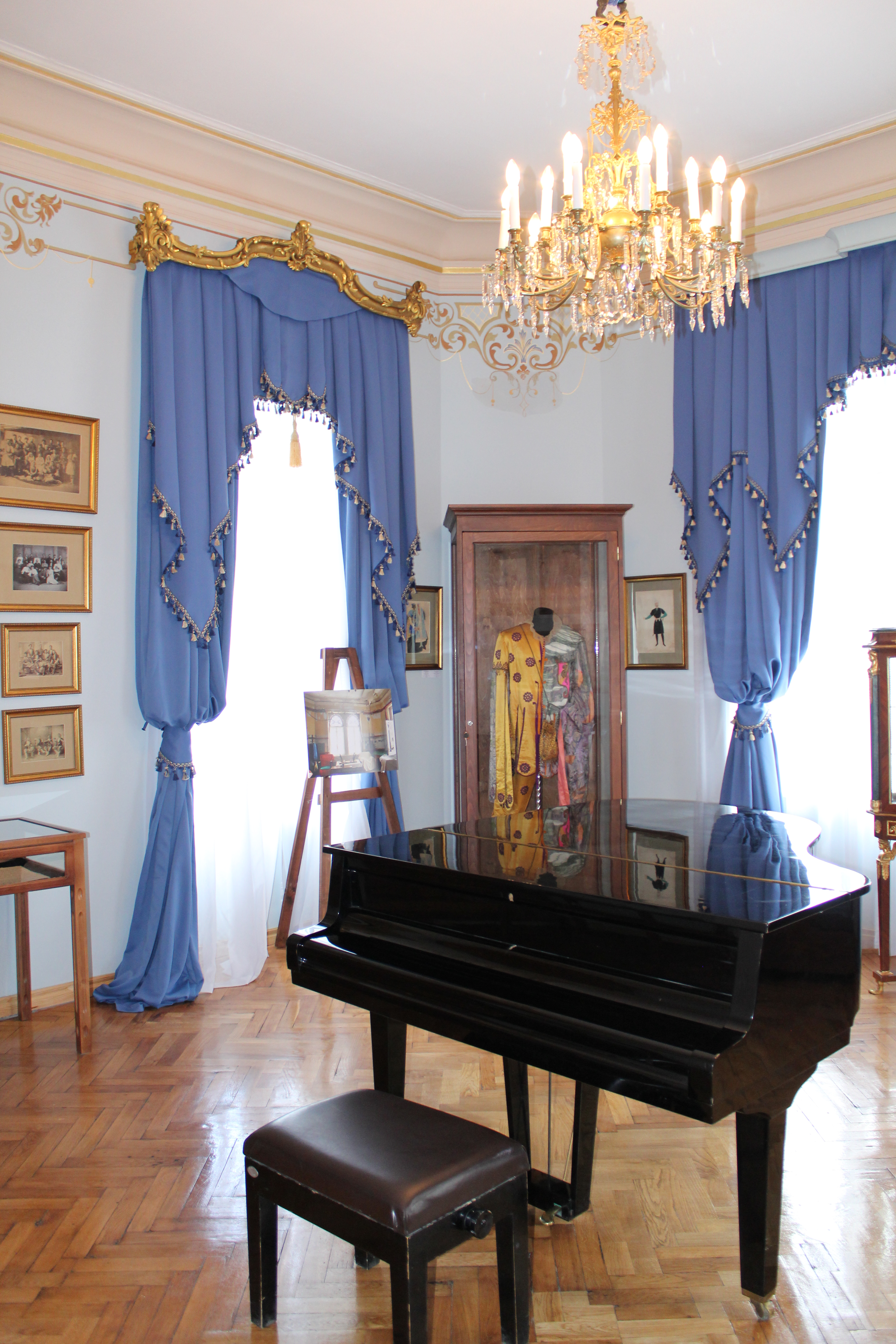
Blauer Saal
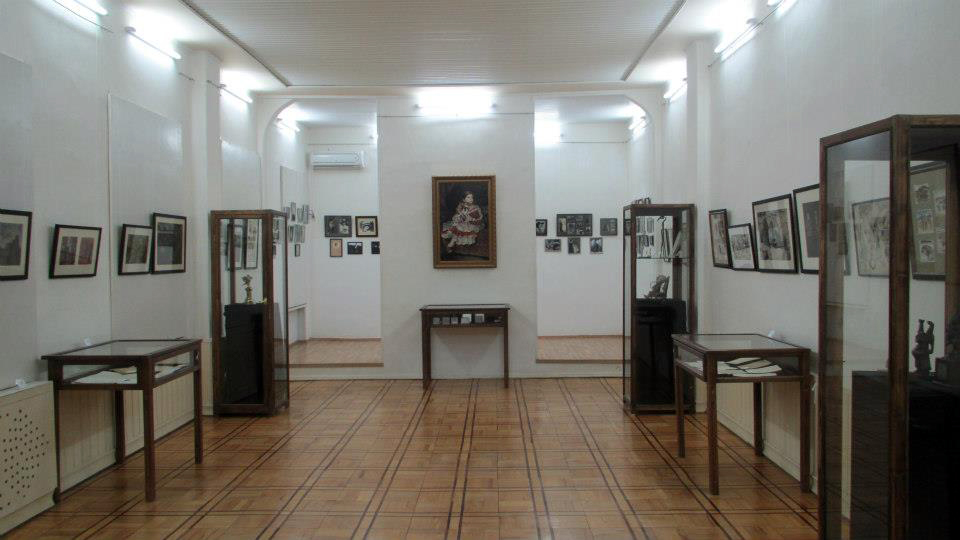
Arsenishvili-Saal
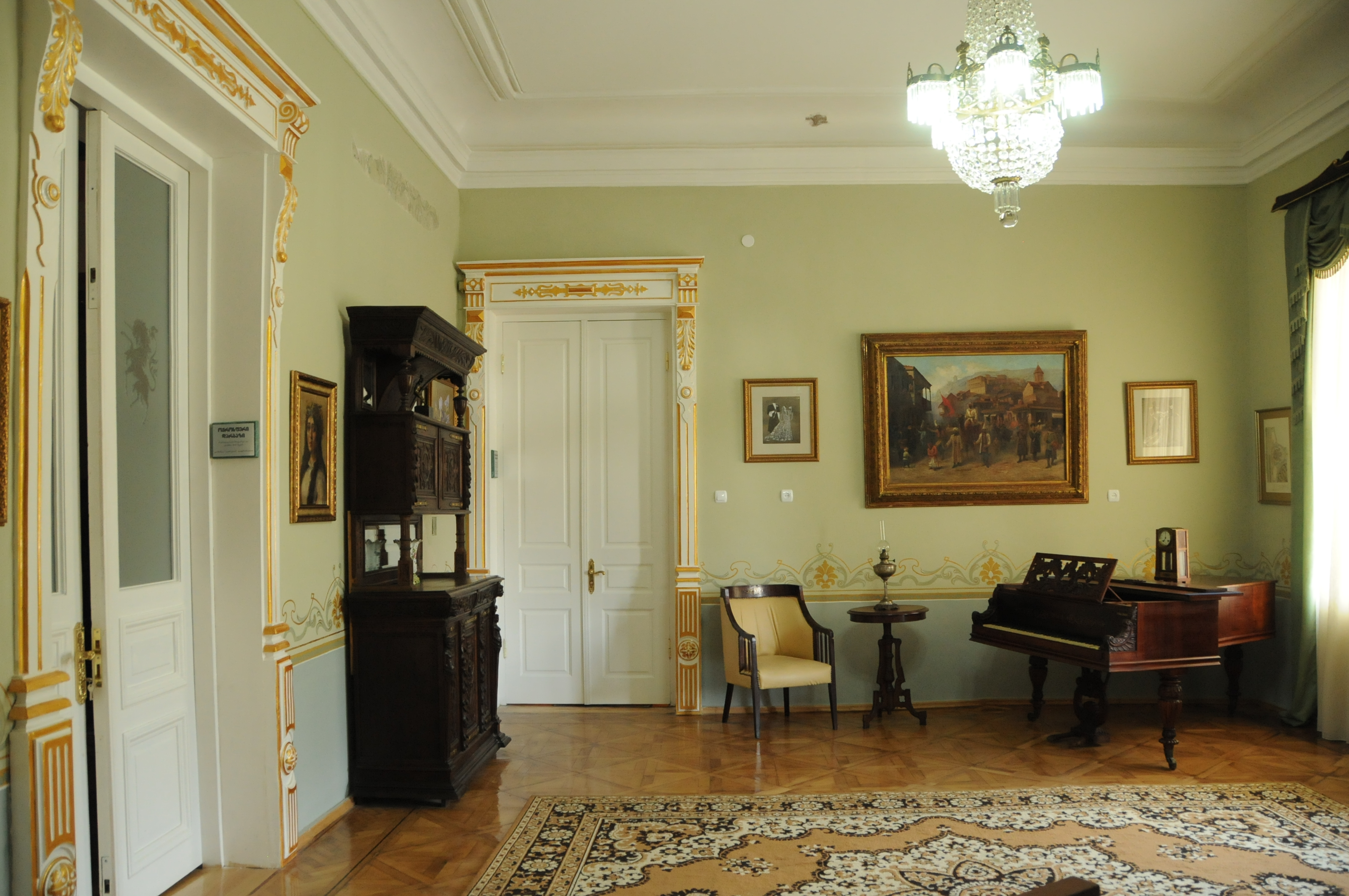
Irises-Saal
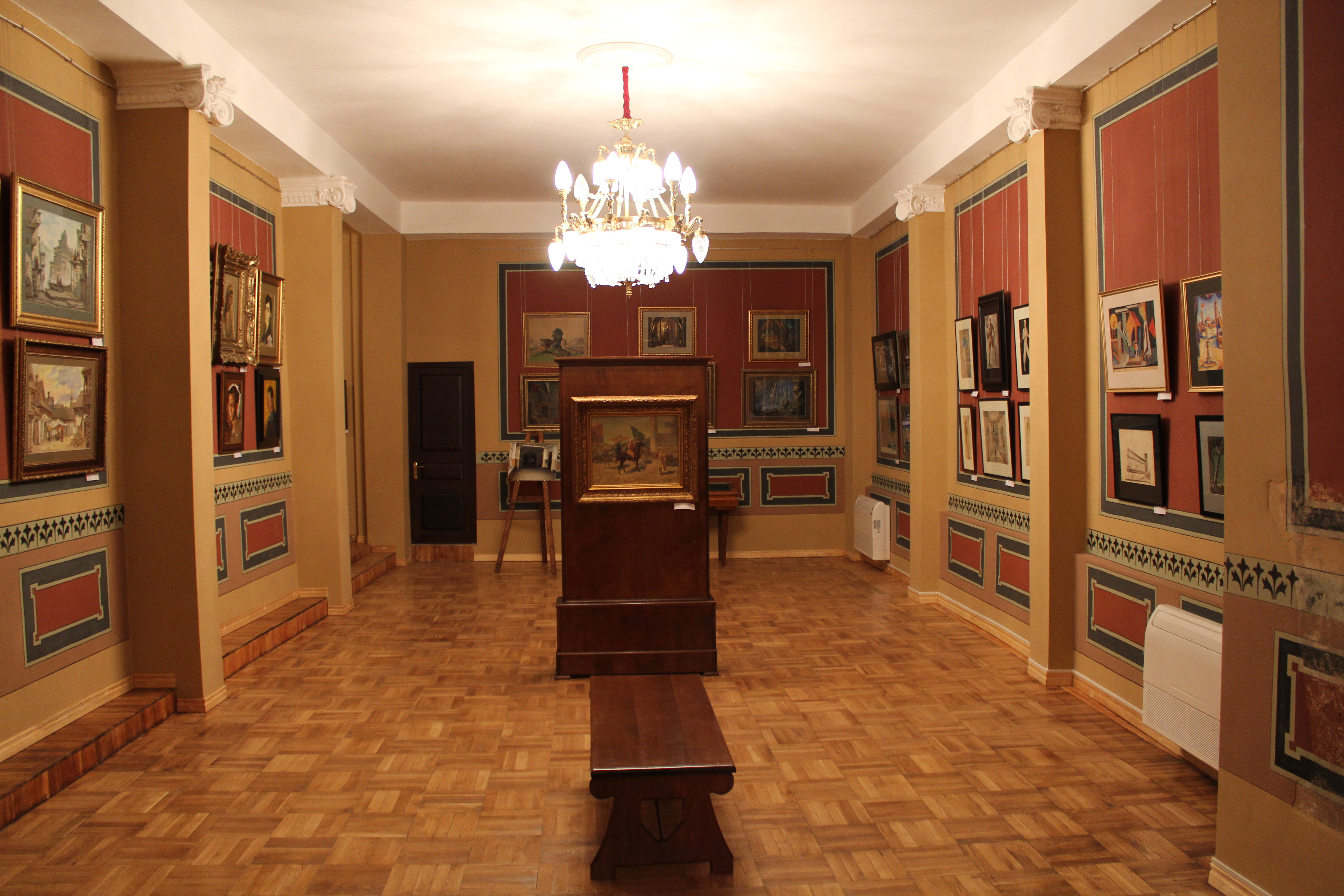
Säulensaal
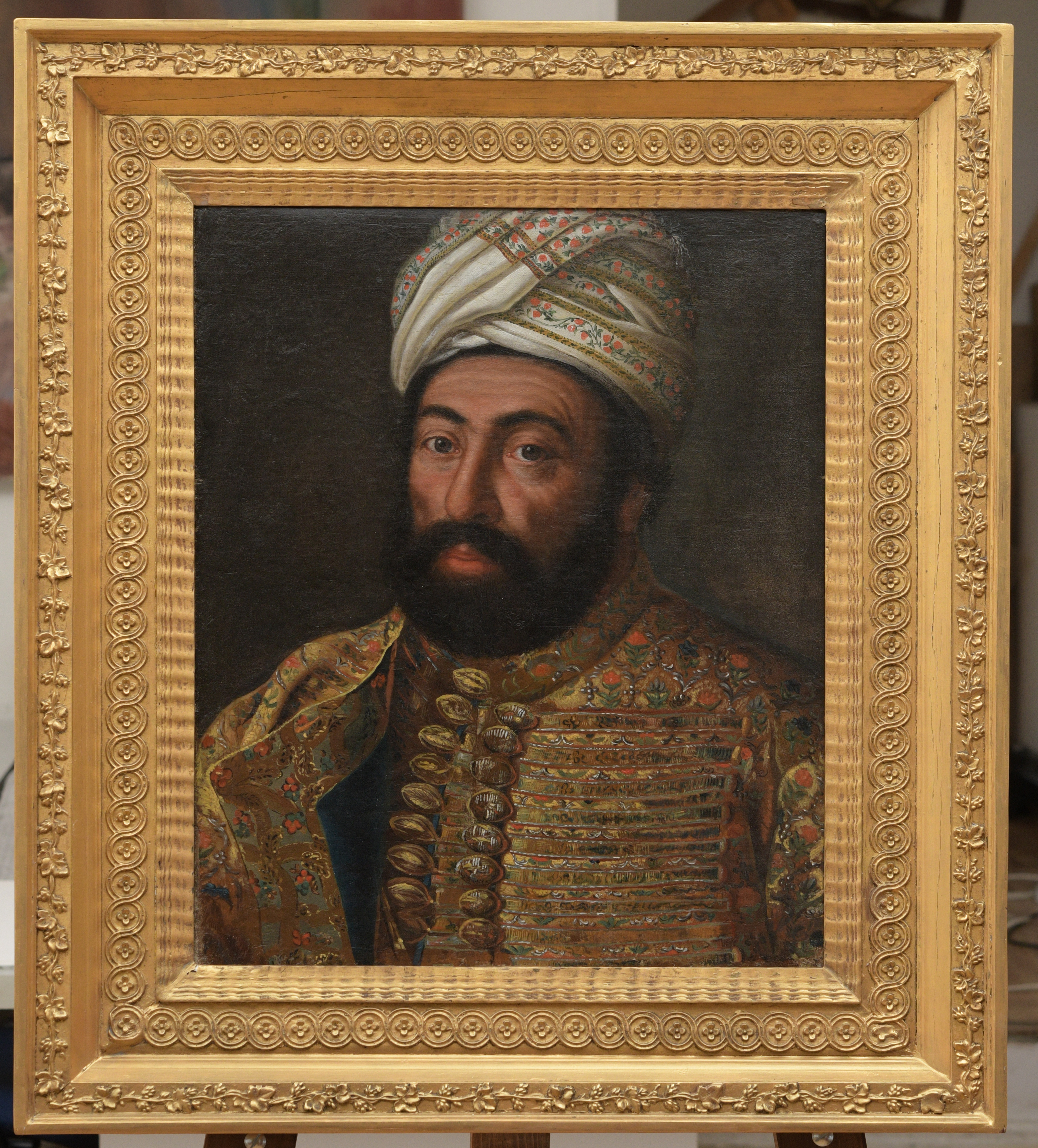
Porträt von König Teimuraz II.
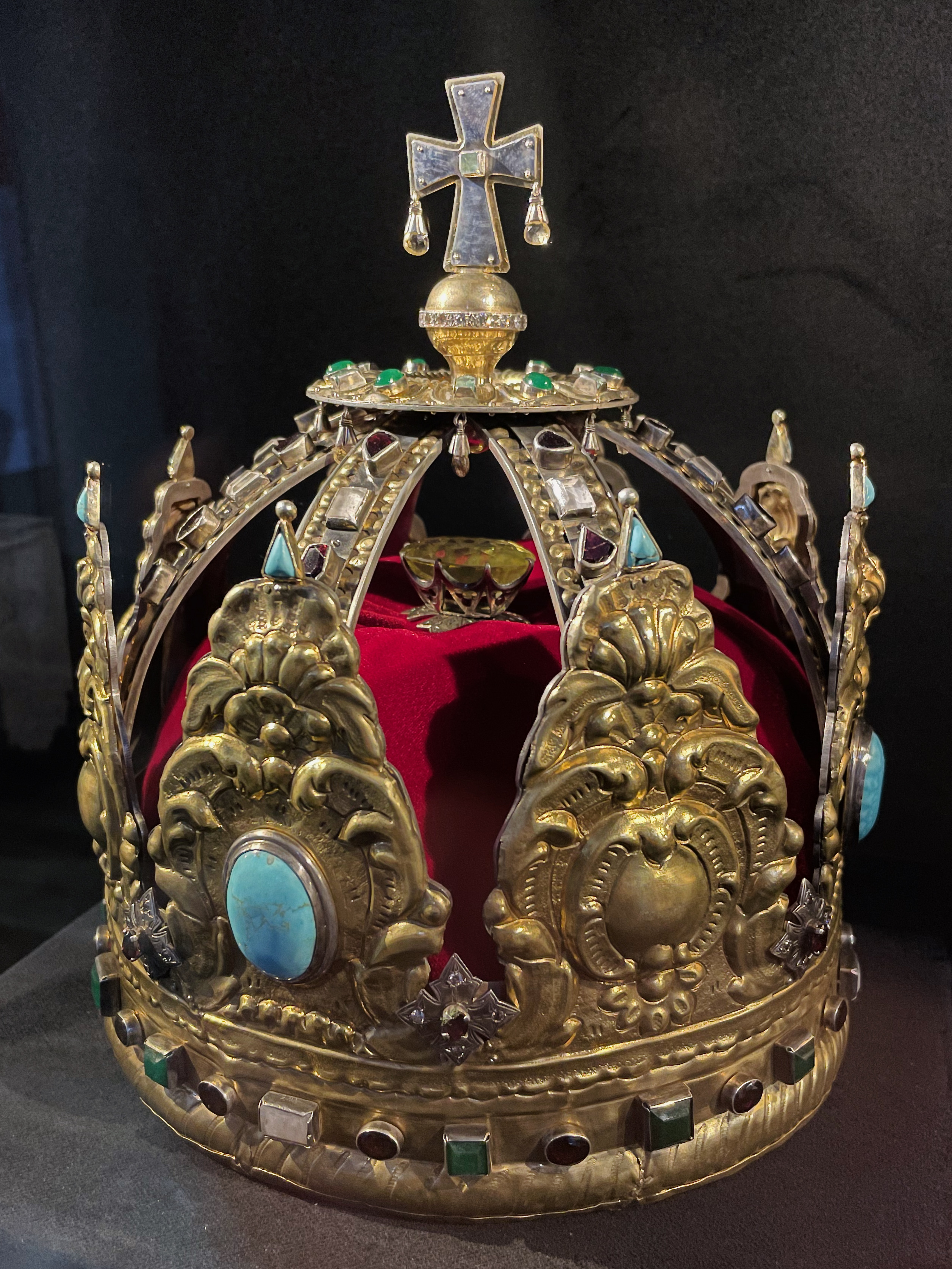
Königskrone